# 電氣道
電氣道是香港東區的一條著名道路，南邊位於銅鑼灣東面，由南至北連接銅鑼灣及北角，北端屬北角，與渣華道連接，長約1公里。

## 歷史
電氣道是北角未填海前的海岸線，屬於舊筲箕灣道的一部份，早於1840年代初期已存在。

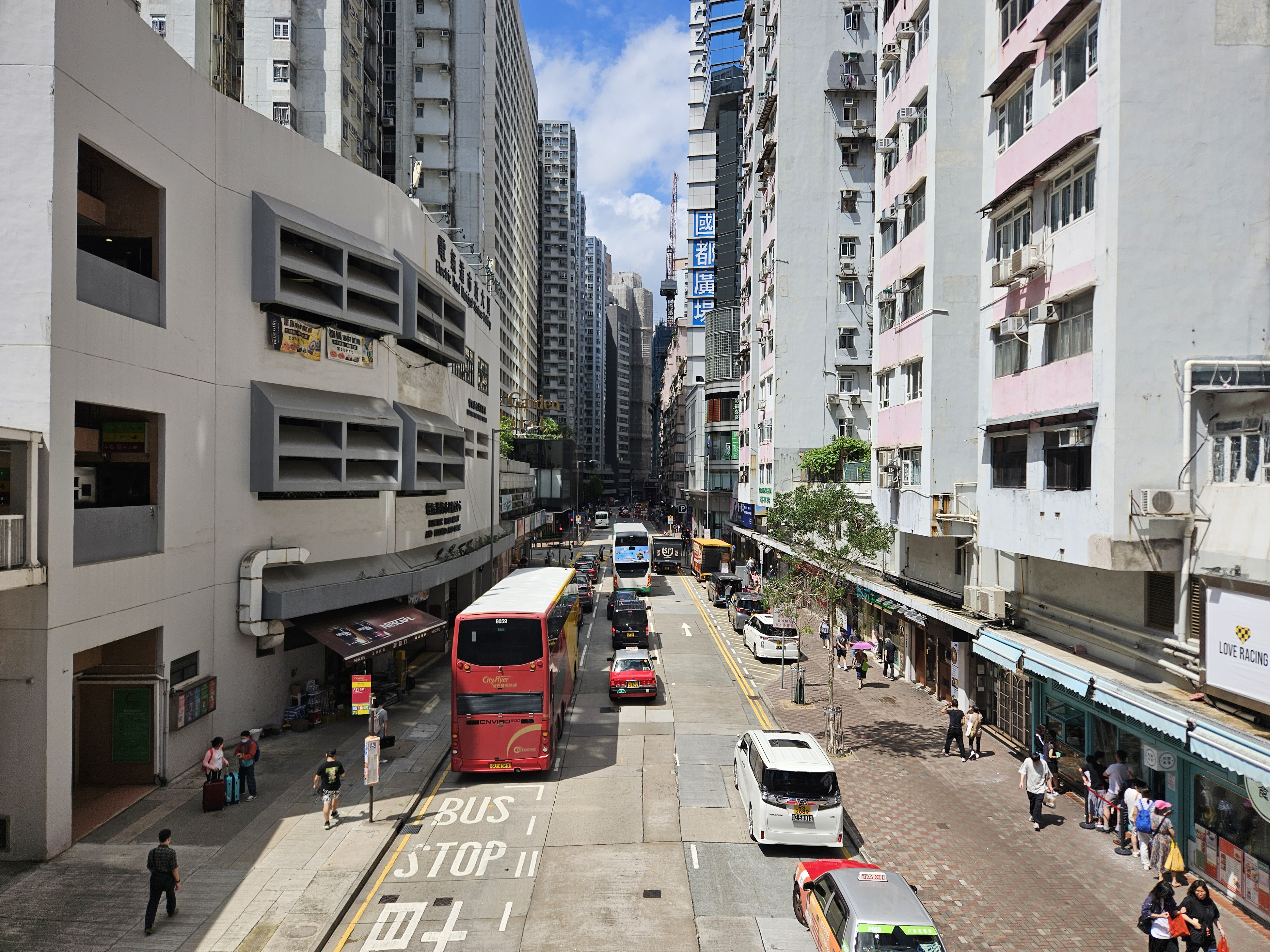
電氣道近電氣道市政大廈

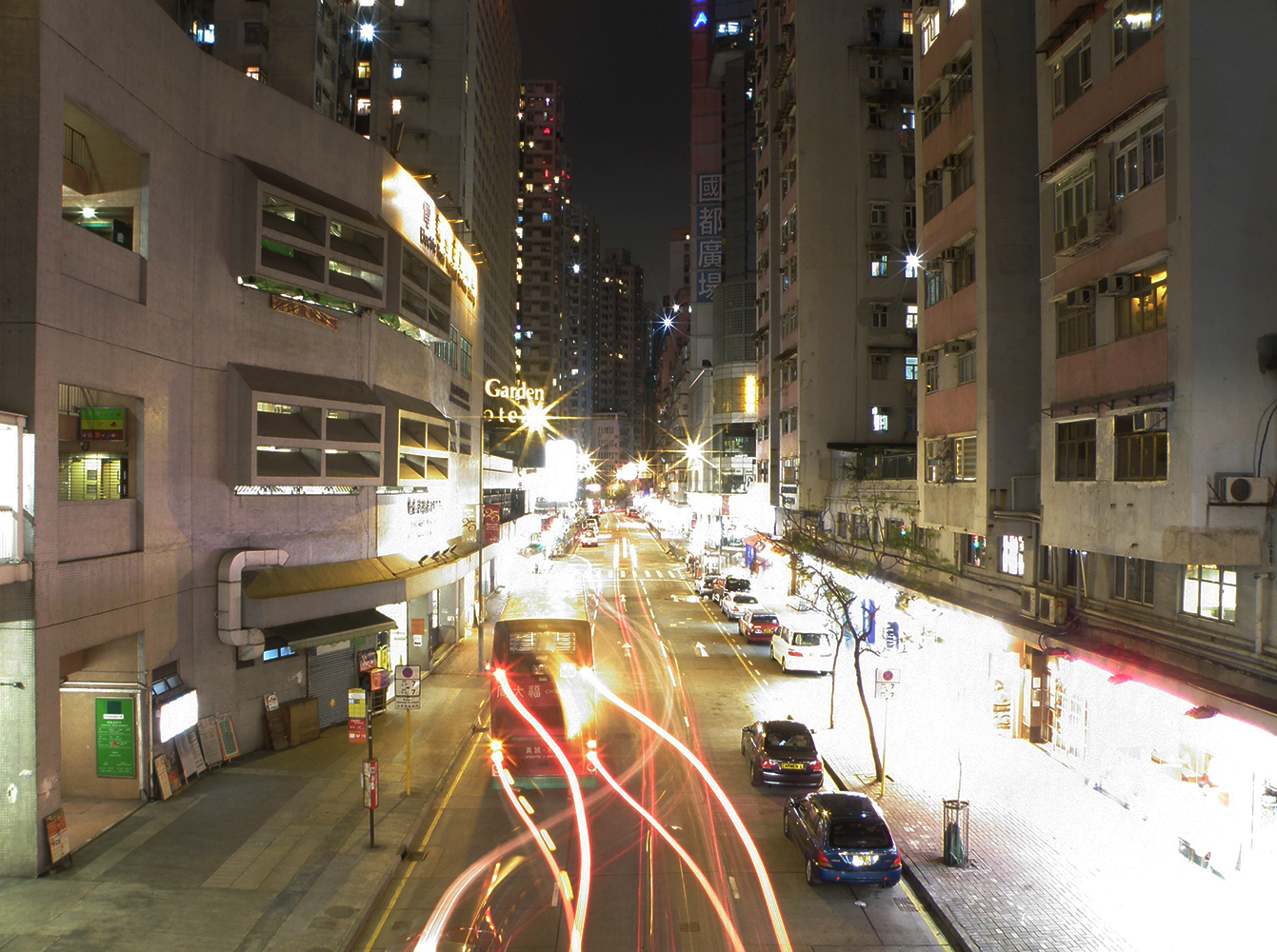
電氣道夜景

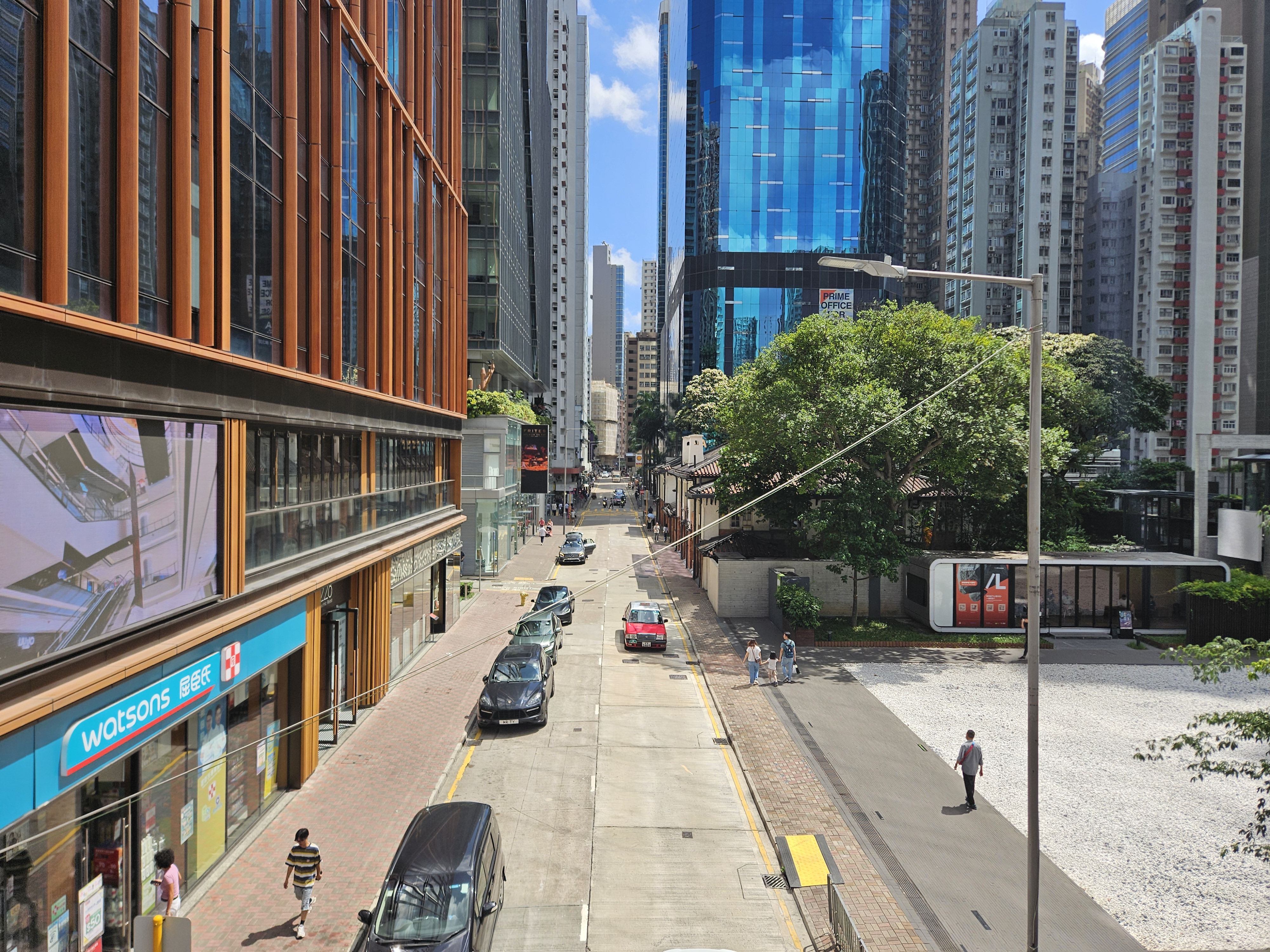
電氣道近油街實現

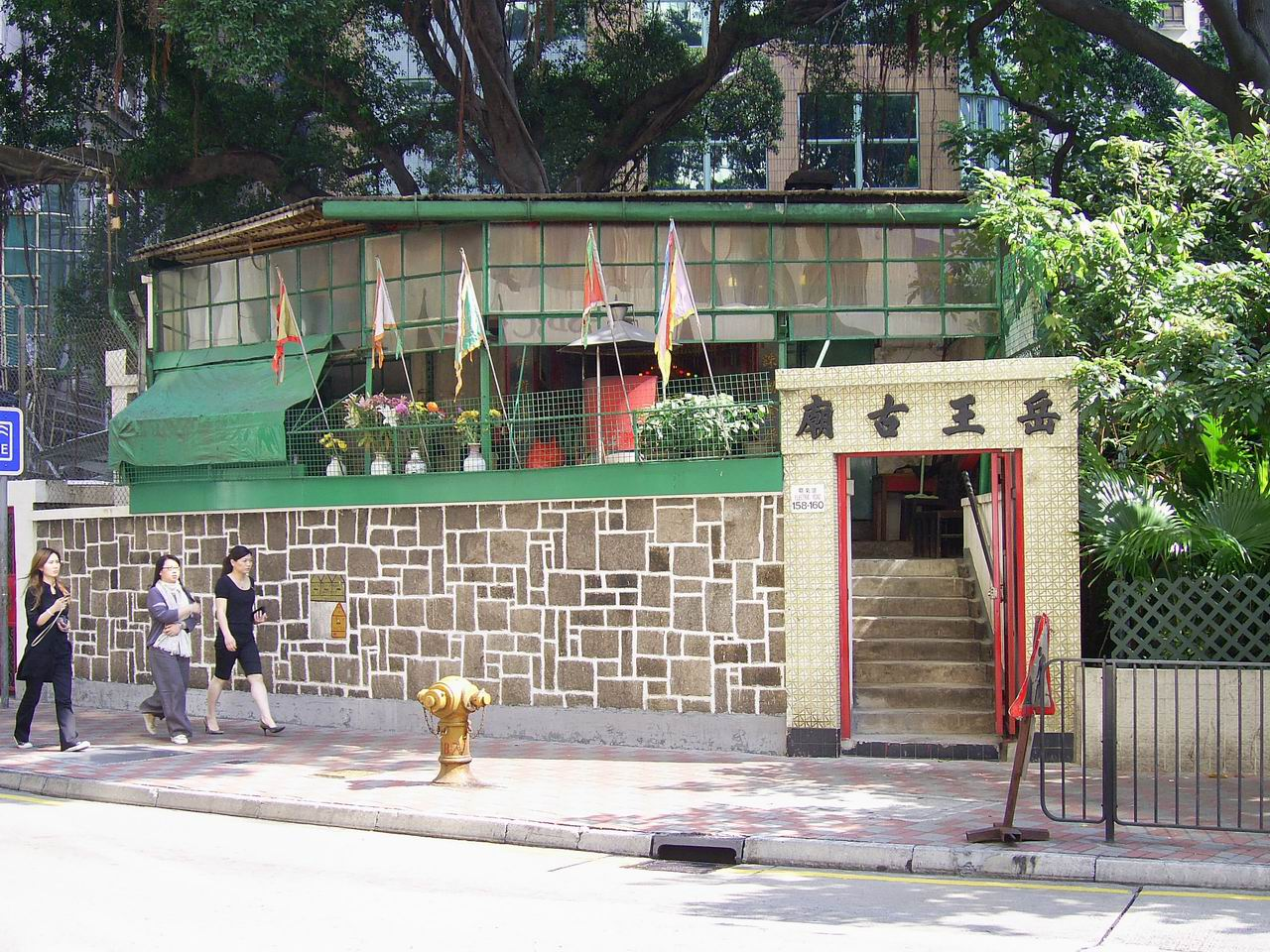
電氣道附近設有銅鑼灣岳王古廟

1904年，香港電車通車，當時駛經尚屬筲箕灣道一部份的電氣道。1913年，香港電燈公司的位於灣仔的灣仔發電廠以不足以應付香港島的電力需求，便於北角東面盡頭興建北角發電廠，因第一次世界大戰影響，延至1919年夏天才運作。發電廠興建後，帶動了北角的發展。1929年，電氣道完成了改善工程，並將此路命名為電氣道（Electric Road，當時 Electric 譯作「電氣」）。在英皇道正式通車前，電氣道為北角區最繁盛的道路。1935年6月21日，英皇道通車後，電車便改經英皇道的雙軌路段。電氣道的範圍便是早期電氣由北角輸向銅鑼灣的大概範圍。在這條道路建成後不久，整條電氣道亦繁榮起來，銅鑼灣的繁榮社區範圍便伸展到北角，亦引來東南亞華僑巨富郭春秧發展早期是維多利亞城城郊的北角（當時香港人口只有60萬）。
不過，隨着「電氣」這個名詞漸漸被「電力」所取代，新一代的香港人已經不再瞭解這個詞語的意思，所以經常有人把地址錯寫成「電器道」。

## 沿途著名建築物
- 銅鑼灣岳王古廟
- 友邦廣場
- 理文商業中心
- 蜆殼油站
- 海峰園
- 城市花園
- 城市花園酒店
- 電氣道市政大廈
- 七海商業中心

## 外部連結
维基共享资源上的相關多媒體資源：電氣道